# Мосэлектрощит
Мосэлектрощит — российское предприятие, занимающееся разработкой, изготовлением и поставками электротехнического оборудования для промышленности, тепловых, атомных и гидроэлектростанций, электрификации сельского хозяйства и транспорта. Полное наименование — Общество с ограниченной ответветственностью «Мосэлектрощит». Штаб-квартира компании расположена в г. Москва.

## История
1946 год — год основания московского завода «Электрощит», который является одним из пионеров отрасли. Изначально предприятие занималось производством щитовых устройств, низковольтной аппаратуры и монтажно-установочных изделий. Но по собственной инициативе инженеров завода впервые в стране началась разработка серии комплектных распределительных устройств (КРУ) 6‑10 кВ, конструкция которых предполагала установку силовых выключателей и устройств релейной защиты в металлическом корпусе.
1950 год — Изготовлены первые три заказа комплектных распределительных устройств: для Симферопольской ГРЭС, подстанций Большого театра и издательства газеты «Правда» в Москве, положив тем самым начало отечественному КРУ-строению. В том же году за разработку новых изделий группа специалистов завода была удостоена Государственной (в те годы Сталинской) премии.
В советские годы КРУ завода поставлялись практически на все электростанции страны, и предприятие расширяло линейку выпускаемых изделий за счёт собственных конструкторских разработок.
1960 год — Положено начало серийного изготовления токошинопроводов для турбогенераторов мощностью от 60 до 1200 МВт.
1991 год — На заводе налажен выпуск комплектных распределительных устройств с вакуумными выключателями.
2012 год — Начато производство малогабаритных распределительных устройств К-132.
2013 год — Разработано новое решение, малогабаритное сетевое устройство - Реклоузер 6(10) кВ.
2016 год — Разработан новый продукт – шинопровод с полимерной изоляцией ШП-МЭЩ ЭФИБАР 0,4 кВ.
2018 год — Начат выпуск НКУ Qube 0,4 кВ с блоками выдвижного исполнения.

## Деятельность
Продукция завода:
- комплектные распределительные трансформаторные подстанции (РТП) и распределительные пункты (РП) в блочном исполнении мощностью от 400 до 3150 кВА на напряжение 20/10/6 кВ;
- комплектные трансформаторные подстанции (БКТП) 20/10(6)/0,4 кВ;
- комплектные распределительные устройства КРУ серии К-128 «КЛАССИК» 6-10 кВ;
- комплектные распределительные устройства КРУ серии К-129 «ОПТИМА» 6-10 кВ;
- комплектные распределительные устройства КРУ серии К-129 «НОВАТОР» 6-10 кВ;
- комплектные распределительные устройства КРУ серии К-130 «ГАРАНТ» 35 кВ;
- комплектные распределительные устройства КРУ серии К-131 «ПРОГРЕСС» 20 кВ;
- шкафы генераторной сборки 6-10 кВ;
- низковольтные комплектные устройства НКУ 0,4 кВ;

- токопроводы комплектные генераторного напряжения ТЭНЕ и ТЭНП 10-35 кВ;
- токопроводы комплектные закрытые ТЗК, ТЗКР и ТЗКЭП 6-20 кВ;
- шинопроводы комплектные закрытые серии ШЗК 0,4-1,2 кВ;
- распределительные и магистральные шинопроводы ЭФИБАР 0,4-1 кВ;

- шкафы с конденсаторами для компенсации реактивной мощности в системе электроснабжения 6(10) кВ;

- пункты секционирования / реклоузеры 6-10 кВ.